# Rotes Schloss Zürich

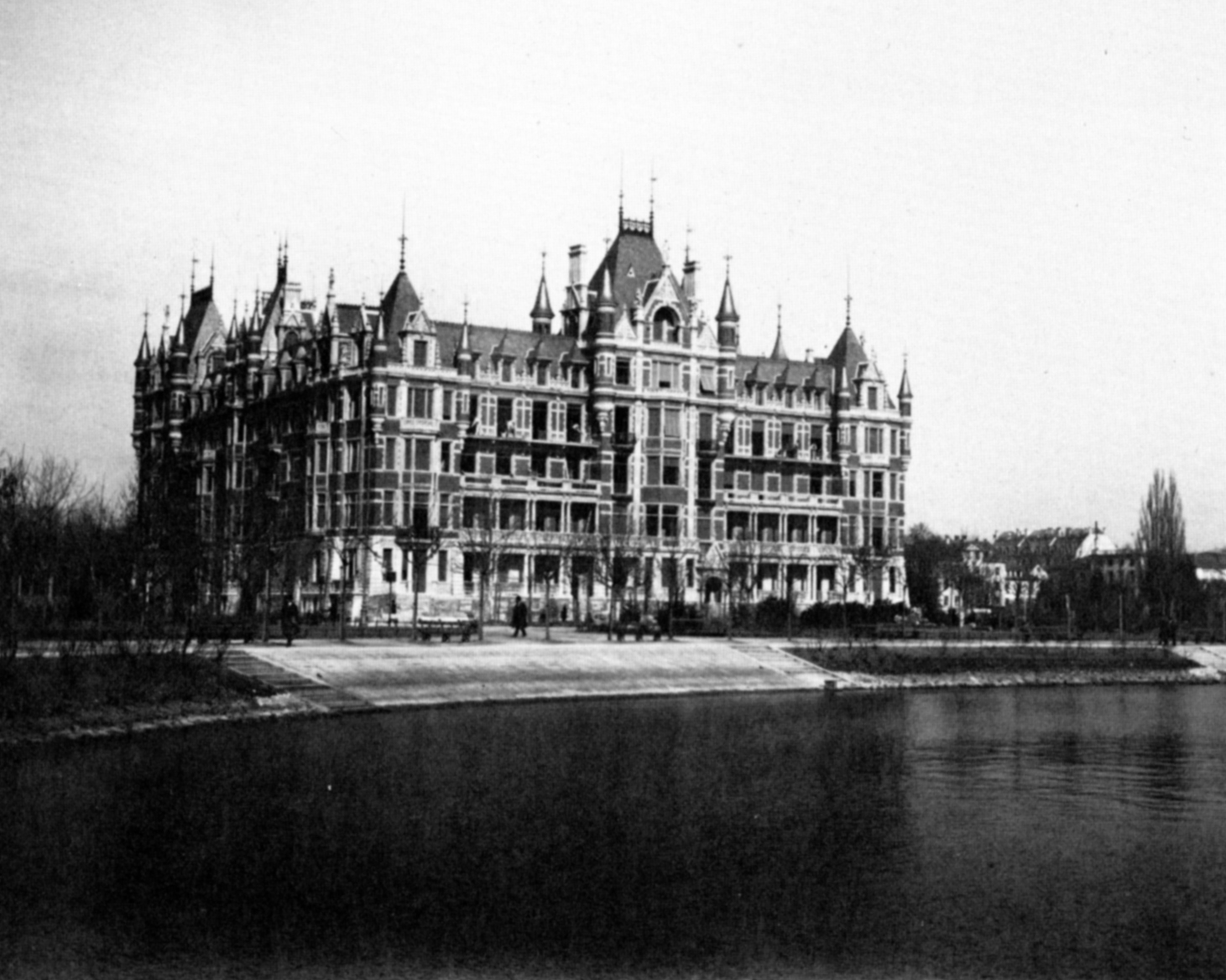
Das Rote Schloss um 1893

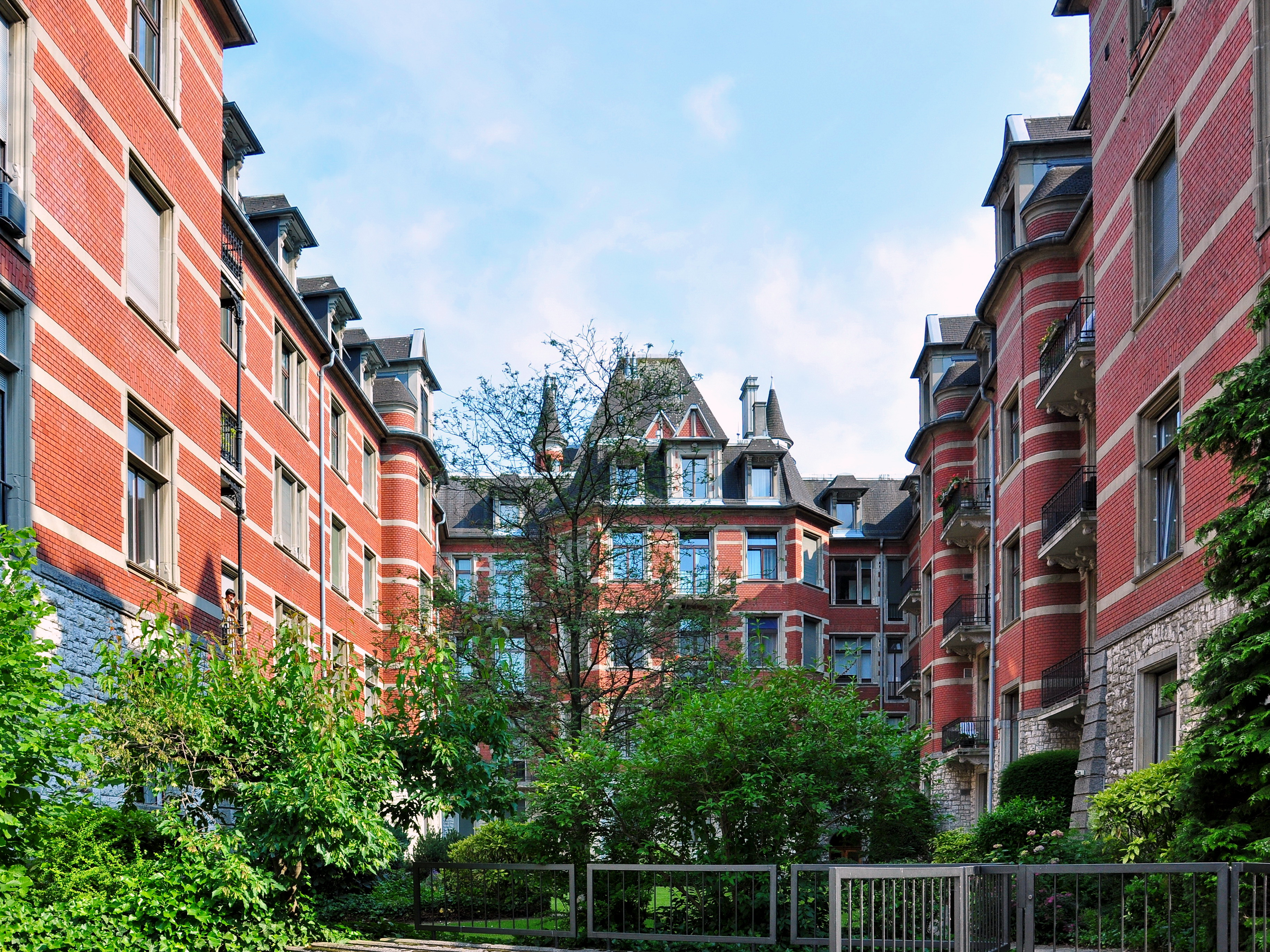
Innenhof

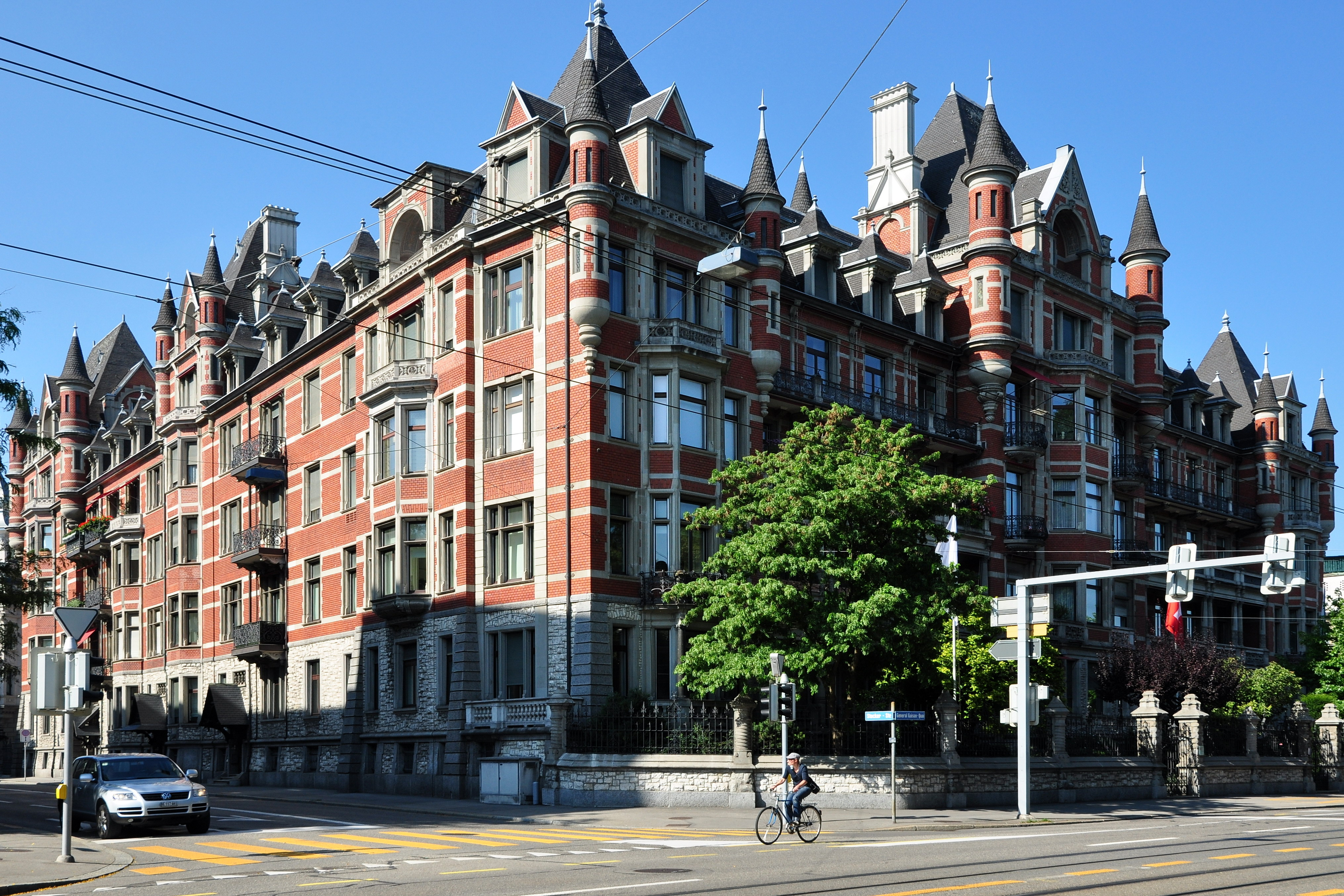
Vorderansicht

Das Rote Schloss in Zürich ist ein Wohn- und Geschäftshaus mit einer aussergewöhnlichen, schlossähnlichen Architektur im Stil des Historismus.

## Lage
Das Gebäude steht am General-Guisan-Quai, am linken Ufer des Zürichsees zwischen Beethovenstrasse und Stockerstrasse. Unmittelbar daneben steht das Kongresshaus und nahe davon das Weisse Schloss. Das Gebiet wurde nach Plänen von Stadtingenieur Arnold Bürkli aufgeschüttet und am 2. Juli 1887 als Quai-Anlage eröffnet. Dem Gebäude gegenüber liegt das Zürcher Arboretum.

## Das Gebäude
Erbaut wurde das Rote Schloss 1891–1893 am damals noch als Alpenquai bezeichneten General-Guisan-Quai nach dem Entwurf des Architekten Heinrich Ernst unter Mitarbeit von Alexander Koch. Auftraggeberin war die Zürcher Immobiliengesellschaft. Auf eigenen Namen hatte Ernst fast 15'000 Quadratmeter Land von verschiedenen Vorbesitzern in der Enge erworben, auf einem dieser Grundstücke sollte das «Schloss» errichtet werden. Angepriesen wurden das Rote Schloss und das benachbarte Weisse Schloss möglichen Interessenten als grossbürgerliche Wohnhäuser im «Stil der Loire-Schlösser». Der Zürcher Kalender des Jahres 1893 verkündete in Übereinstimmung mit einer durch die Schwindsucht verursachten zeittypischen Sorge der Städter:
«Was das Bewohnen dieser Häuser vollends zu einem fürstlichen macht, ist, dass die Inhaber der Wohnungen nur über die Strasse gehen müssen, um in einem Parkwäldchen herumzuspazieren und da die frische Wald- und Seeluft in vollen Zügen einschlürfen zu können.»
Das Rote Schloss befand sich neben dem Ende der 1960er Jahre abgerissenen Palais Henneberg, das 1896–1900 für den aus Görlitz stammenden Seidenindustriellen und Kommerzienrat Gustav Henneberg (1847–1918) erbaut wurde. Das Bauwerk umfasste 38 Wohnungen des gehobenen Standards und bot seinen zahlungskräftigen Bewohnern Personen-, Kohlen und Briefaufzüge, eine Zentralheizung und Warmwasserversorgung.
1943 wurde das Rote Schloss vom Nationalrat David Farbstein erworben, der das Gebäude 1949 verkaufte. 1950 übernahm die Schweizerische Lebensversicherungs- und Rentenanstalt (heute Swiss Life) das «Schloss» und ist bis heute die Eigentümerin des Gebäudes. Seit 1976 steht es unter kantonalem Denkmalschutz.